# Distretto di Akbou
Il distretto di Akbou è un distretto della provincia di Béjaïa, in Algeria, con capoluogo Akbou.

## Comuni
Sono comuni del distretto:
- Akbou
- Chellata
- Ighram
- Tamokra